# Christína Tachiáou
Christína Tachiáou (en grec Χριστίνα Ταχιάου), née le 3 février 1966 à Thessalonique, est une femme politique grecque.

## Biographie
Aux élections législatives grecques de janvier 2015, elle est élue députée au Parlement grec sur la liste de La Rivière dans la première circonscription de Thessalonique.